# ملعب نيبرت
ملعب نيبرت (بالإنجليزية: Nippert park)‏ هو ملعب كرة قدم موجود في مدينة سينسيناتي بولاية أوهايو الأمريكية ويتسع الملعب ل33،000 متفرج ويلعب فيه نادي سينسيناتي مباريات الدوري الأمريكي لكرة القدم.

## التاريخ
في عام 1895 ، قدم منظم أول فريق لكرة القدم في جامعة كاليفورنيا ، آرت كارسون، خطة لبناء ملعب كامل مع المبيضات الخشبية في الموقع حيث يقف ملعب نيبرت حاليًا. أصبحت الخطط حقيقة في عام 1901 بينما كان كارسون يشغل

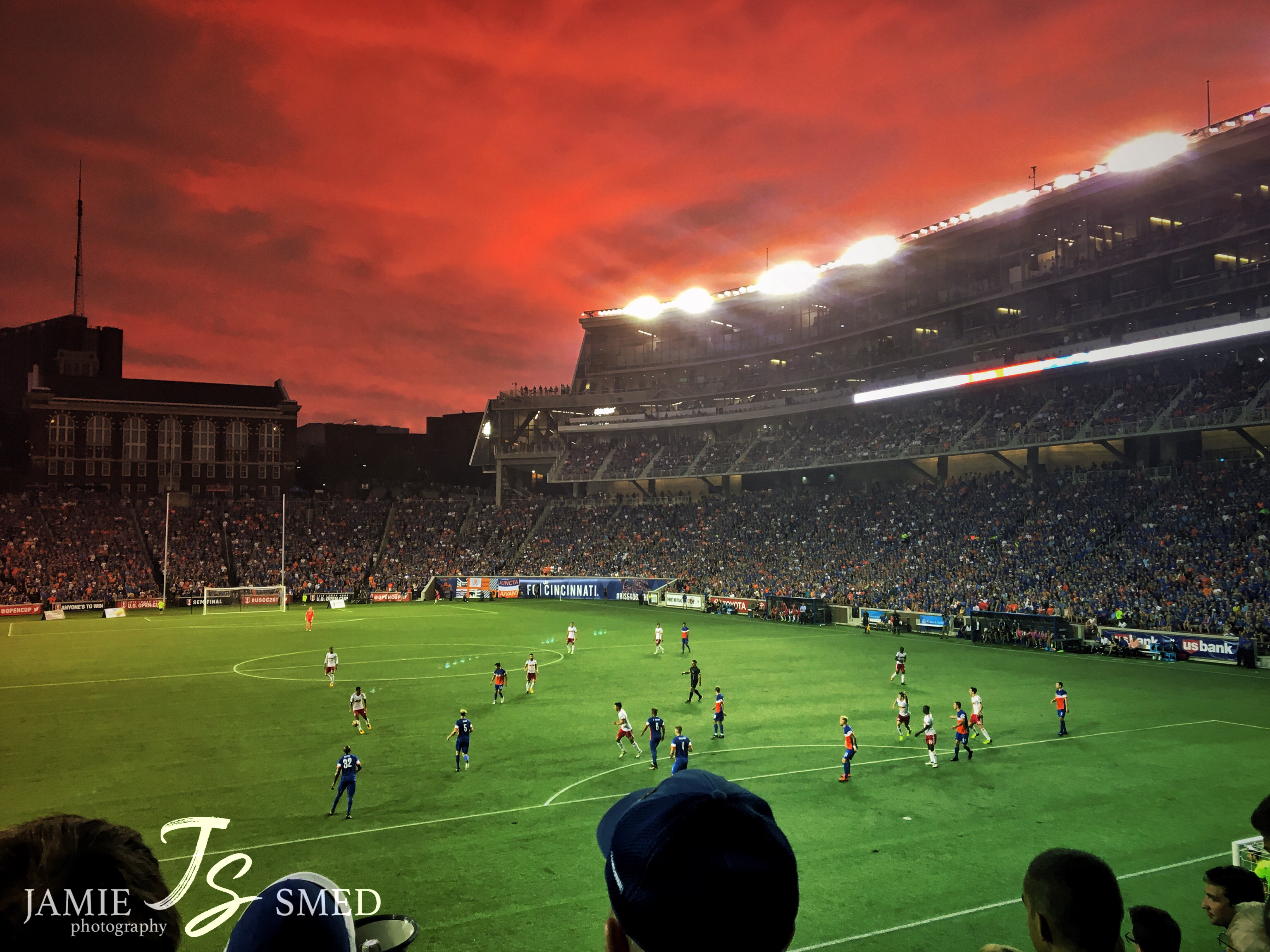
صورة لملعب عند الغروب

اقرأ بلغة أخرى منصب مدير التربية البدنية في جامعة كاليفورنيا. كانت أول لعبة لعبت على الموقع الذي كان يسمى في الأصل فارسيتي فيلد في بورنت وود في 2 نوفمبر 1901 مقابل جامعة أوهايو بوبكاتس. هزم سينسيناتي 16-0 في تلك المسابقة. ارتدوا بعد أسبوع وهزموا هانوفر على حقل اسكواش 9 نوفمبر 1901 ، 10-0. على الرغم من أن سينسيناتي لعبت مسابقات منزلية في حدائق سينسيناتي الأخرى، فإن هذا الموقع كان المنزل الرئيسي لـ سينسيناتي لكرة القدم منذ ذلك الوقت. يسمى ملعب اللعب في ملعب نيبرتكارسون فيلد على شرف كارسون. بدأ إنشاء الملعب كارسون في عام 1900 واكتمل في عام 1910.
في عام 1915 ، تم الانتهاء من البناء على الأقسام الأولى من الطوب والهيكل الخرساني لتحل محل المدرجات الخشبية واستمرت لعدة مواسم مع جمع الأموال. في عام 1924 ، تم تخصيص الهيكل المكتمل كملعب جيمس غامبول نيبرت التذكاري بسعة 12000.
يتم تعويض الحقل قليلاً عن المحاذاة التقليدية من الشمال إلى الجنوب، والتي يتم تكوينها من الشمال إلى الشمال إلى الجنوب الغربي على ارتفاع تقريبي يصل إلى 800 قدم (245 م) فوق مستوى سطح البحر.